# Noblesse franque
 (avril 2022).
La noblesse franque sous la dynastie mérovingienne et les premiers Carolingiens a la particularité de ne pas posséder de fiefs héréditaires mais d'être extrêmement mobile. C'est ainsi que l'on voit les Robertiens passer de Belgique aux pays de Loire et de Seine (comté de Paris, comté d'Anjou, etc.) ou les Widonides passer de la marche de Bretagne au duché de Spolète. Ces nobles se partagent les quelque 250 comtés de l'empire franc, les duchés et marquisats, ainsi que les abbayes laïques.
Avec le capitulaire de Quierzy, promulgué par Charles le Chauve en 877, les honores tendront à devenir héréditaires pour devenir les fiefs de la féodalité.
Sous les derniers Carolingiens, plusieurs lignages francs auraient accédé à la royauté (Robertiens, Widonides) et même à l'empire.
Cette noblesse franque se singularise également par le grand nombre de saints de l'Église catholique issus de ses lignages, notamment princiers.

## Lignages francs
| Ve siècle    | Ve siècle | VIe siècle | VIe siècle | VIIe siècle                                  | VIIe siècle | VIIIe siècle                                | VIIIe siècle | IXe siècle                           | IXe siècle   | Xe siècle                      | Xe siècle    |
| Mérovingiens |           |            |            |                                              |             |                                             |              |                                      |              |                                |              |
|              |           | Agilolfing |            |                                              |             |                                             |              |                                      |              |                                |              |
|              |           |            |            | Arnulfiens                                   | Arnulfiens  | Arnulfiens                                  | Carolingiens | Carolingiens                         | Carolingiens | Carolingiens                   | Carolingiens |
|              |           |            |            | Pépinides                                    |             |                                             | Carolingiens | Carolingiens                         | Carolingiens | Carolingiens                   | Carolingiens |
|              |           |            |            | Étichonides                                  |             |                                             |              |                                      |              |                                |              |
|              |           |            |            | Robertiens ancêtres agnatiques des Capétiens |             |                                             |              |                                      |              |                                |              |
|              |           |            |            |                                              |             | Girardides                                  |              |                                      |              |                                |              |
|              |           |            |            |                                              |             | Hugobertides                                |              |                                      |              |                                |              |
|              |           |            |            |                                              |             | Nibelungides                                |              |                                      |              |                                |              |
|              |           |            |            |                                              |             | Widonides aussi appelés Guy-Garnier-Lambert |              |                                      |              |                                |              |
|              |           |            |            |                                              |             |                                             | Guilhemides  |                                      |              |                                |              |
|              |           |            |            |                                              |             |                                             | Welfs        |                                      |              |                                |              |
|              |           |            |            |                                              |             |                                             |              | Arduinides comtes de Turin           |              |                                |              |
|              |           |            |            |                                              |             |                                             |              | Baudouinides comtes de Flandre       |              |                                |              |
|              |           |            |            |                                              |             |                                             |              | Bosonides rois et ducs de Bourgogne  |              |                                |              |
|              |           |            |            |                                              |             |                                             |              | Herbertiens comtes de Vermandois     |              |                                |              |
|              |           |            |            |                                              |             |                                             |              | Ramnulfides comtes de Poitiers       |              |                                |              |
|              |           |            |            |                                              |             |                                             |              | Régnier comtes de Hainaut            |              |                                |              |
|              |           |            |            |                                              |             |                                             |              | Robaldini vicomtes d'Auriate         |              |                                |              |
|              |           |            |            |                                              |             |                                             |              | Rodolphiens rois des Deux-Bourgognes |              |                                |              |
|              |           |            |            |                                              |             |                                             |              | Rorgonides comtes du Maine           |              |                                |              |
|              |           |            |            |                                              |             |                                             |              | Unrochides rois d'Italie             |              |                                |              |
|              |           |            |            |                                              |             |                                             |              |                                      |              | Bouchardides comtes de Vendôme |              |
|              |           |            |            |                                              |             |                                             |              |                                      |              | Ingelgeriens comtes d'Anjou    |              |
|              |           |            |            |                                              |             |                                             |              |                                      |              | Thibaldiens comtes de Blois    |              |
|              |           |            |            |                                              |             |                                             |              |                                      |              | Wigérides maison d'Ardennes    |              |

## Les origines de la noblesse franque
Karl Ferdinand Werner, qui a travaillé sur la noblesse franque, y voit la continuation institutionnelle de la noblesse romaine telle que la république puis les empereurs romains l'ont façonnée. C'est une classe de détenteurs de la puissance publique selon les règles romaines, composée de Francs et de Gallo-romains et devenue héréditaire sous les derniers Carolingiens. La noblesse détenait donc le pouvoir civil (propriétés & fonctions civiles) et le pouvoir militaire (armée & police).

### La genèse romaine de la noblesse franque
- Les empereurs romains se sont rendus maîtres de la chose publique par la distribution des fonctions publiques (honores) tant dans l’armée que dans l’administration ; les hauts dignitaires exercent la potestas, c’est-à-dire le pouvoir politique et judiciaire, après leur nomination par le princeps[1]. Mais c'est à la suite des réformes militaires puis administratives entreprises sous Gallien (253-268) et Aurélien (270-275) puis des réformes de Dioclétien et Constantin Ier (284-305 et 306-337) que, pour défendre l’Empire des périls qui le menaçaient, l’administration civile fut soumise à la discipline militaire. L'empereur constitua les titulaires des honores et de la publica potestas en une militia principis (milice du prince) dont les membres portaient en signe d’une discipline stricte le cingulum militiae ou ceinturon de la milice[2],[Note 1]. L’administration civile s’appelait désormais militia civilis ou inermis (sans arme) pour la distinguer de la militia armata[3] et servait le princeps à la Cour, in palatio militans[4].
- La militia de l’Empire était liée par serment à la personne de l'empereur[5],[Note 2]. L’entrée dans la militia avec la réception du cingulum était l’occasion de promettre l’obsequium strict qui était requis de chacun. Au Ve siècle, après la proclamation d’un nouvel empereur, celui-ci exigeait un serment de fidélité de la part des hauts fonctionnaires de la Cour et des dignitaires de l’Empire.
- La noblesse romaine est donc selon lui une institution fondée non sur le seul sang mais aussi sur la dignité qui supposait l'exercice de charges publiques non héréditaires. La nobilitas romaine  supposait la splendor natalium, c’est-à-dire le prestige du sang, mais on n’était pas noble par sa seule naissance ; la dignitas était liée à l’exercice d’une haute fonction publique, l’honor qui ne pouvait se transmettre par le sang. La noblesse existait donc en dehors de l’hérédité des rangs et des charges[6]. Les membres des grandes gens romaines étaient fiers d’appartenir à des familles anciennes et reconnues comme nobles mais elles ne connaissaient pas la transmission héréditaire du pouvoir public. Il leur fallait accomplir une carrière individuelle, le cursus honorum au service de la res publica ou du princeps pour obtenir un honor ou charge publique, soit par élection républicaine, soit par nomination sénatoriale ou impériale[7]. Des homines novi, sans être « bien » nés, pouvaient être élus ou nommés à un honor élevé et ainsi devenir chef et souche d’une nouvelle famille[8].

### Récupération par les Francs de l'institution nobiliaire
- Les rois Francs répliquèrent ce système de délégation de la potestas aux grands francs et gallo-romains, l'exercice de ce pouvoir public n'était pas héréditaire. Clovis a obligé les grands de l'aristocratie franque à entrer dans sa militia principis s’ils voulaient exercer la potestas publica et à se couler dans le modèle de l'institution nobiliaire romaine[9]. Les grands francs rentrèrent dans la noblesse en assumant des fonctions publiques ou honores mais celles-ci n'étaient pas héréditaires et la noblesse ne l'était donc pas non plus. Clovis a ainsi créé une nobilitas formée par la noblesse sénatoriale gallo-romaine et par les maiores natu des peuples barbares, qui purent entrer dans sa militia principis en jurant obéissance « à la romaine » (obsequium) au nouveau maître. Clovis est le continuateur de la Gaule romaine car il a conservé le droit romain pour les Romains et pour l’Église catholique[10],[Note 3].
- La noblesse héréditaire naît ultérieurement. Le IXe siècle apporta en effet au modèle de la distribution de la potestas publica par le souverain des changements qui sont à l’origine d’une augmentation du nombre des détenteurs de la principalis potestas[11]. Louis le Pieux entreprit des réformes importantes dans l’Église en l’Empire allant en effet dans le sens de davantage de partage de responsabilité ; cette nouvelle consigne sera prise à la lettre par le haut clergé et les grands qui prirent des initiatives allant dans le sens de leurs intérêts[1]. La noblesse ne devient pas institution privée, mais demeure une classe d'agents investis de l’autorité publique ou publica potestas, bien que cette classe soit devenue héréditaire sous Louis le Pieux et ses fils[Note 4],[12]. Avec l'expansion franque, ce modèle se généralisa aux royaumes chrétiens proches du royaume des Francs.
- La vassalité et l’hérédité au IXe siècle, puis l'appropriation au Xe et XIe siècles du « par la grâce de Dieu » vont créer une nouvelle couche de dynastes, les princes territoriaux, qui comme le roi, portent le titre de princeps et s'approprient la puissance publique[13]. Le pouvoir public, le fisc, l’administration, la gestion des domaines forestiers, la voirie, la sécurité, le réseau fluvial passèrent ainsi en quelques siècles du pouvoir impérial au pouvoir royal puis aux princes territoriaux.

### Composition mixte de la noblesse franque
Les historiens s'accordent sur le fait que les grandes familles franques ont coexisté avec l'ancienne noblesse (nobilitas) gallo-romaine dans des proportions variant selon les régions (la présence franque étant nettement moindre dans le Sud de la Gaule). Pour les élites, seul groupe social sur lequel les généalogistes et historiens peuvent travailler, les Gallo-romains ne furent pas du tout écartées, comme par exemple la famille de Saint Rémi de Reims, famille romaine, dont beaucoup de membres exerceront d’éminentes fonctions civiles et militaires sur plusieurs générations. Les élites carolingiennes résultent de la fusion des aristocraties de diverses origines. Ses membres se reconnaissaient comme appartenant à une classe sociale supérieure et, hormis pour des raisons légales de transmission de biens (quel droit devait s’appliquer ?), l’origine importait peu. Les principaux chefs militaires de Clovis étaient majoritairement germaniques, mais les Gallo-romains occupaient des postes importants dans la hiérarchie civile et ecclésiastique, dirigeant de fait les cités. Des mariages mixtes entre les deux noblesses ont eu lieu (exemple des Ferreoli) et l'on a longtemps prêté aux Arnulfiens une origine gallo-romaine. Cependant, la noblesse gallo-romaine a adopté les coutumes anthroponymiques de la famille royale franque, ce qui rend difficile de déterminer l'origine de certaines familles.

### Éléments de continuité des noblesses franque et romaine
Parmi les signes de la continuité entre noblesses romaine et franque, on peut citer différents faits historiques, notamment le maintien par les rois francs de :
- La hiérarchie administrative et militaire romaine, les fonctions de duc et de comte n'étant pas des créations germaniques mais des institutions romaines[15] : les fonctions confiées à des nobles après leur formation à la cour sont romaines, notamment dans l'administration fiscale[Note 5],[16] ; l'époque franque emploie les termes de nobiles viri ou illustri viri (« hommes illustres »), qui prouvent que l'héritage romain a été intégré, mais aussi des termes tels que proceres (« les grands »).
- La pratique du serment caractéristique de la noblesse romaine : le serment de fidélité appliqué au roi franc lorsqu’il sera devenu princeps dans son royaume. Charlemagne se fit jurer fidélité deux fois et sous les Mérovingiens il existait déjà un serment de fidélité liant les grands au roi ; au VIe siècle, le roi exigea ce serment à la romaine devant Dieu de tous ses sujets libres[17].
- La localisation des centres de commandement : dans certaines cités de la Gaule franque, le comte réside dans l’ancien prétoire romain, contrairement à l'image assimilant les cours barbares à de grandes fermes[18],[19] ; de même, les tribunaux romains conservèrent leur qualité de lieux publics sous l'autorité des grands du grand royaume franc[20] ;
- Des nominations de nobles gallo-romains aux plus hautes fonctions : sur le plan humain, il y a eu fusion de la noblesse gallo-romaine avec les grands de l'aristocratie franque ; les peuples soumis par les Mérovingiens furent dirigés par des élites barbares aussi bien que romaines, élites qui ont fait la force du nouvel État chrétien. Il existait en effet, depuis longtemps dans l’Empire romain puis dans les Etats qui lui ont succédé sur le sol romain une société mixte de chefs romano-barbares et ces couches dominantes se sont fondues dans une seule et même noblesse, celle du roi des Francs, devenue noblesse franque, cet adjectif désignant l’appartenance à un État et non à une ethnie[21]. Grâce à Clovis, les structures romaines de la nobilitas se sont maintenues pendant un demi-millénaire en Europe méditerranéenne. Les grands francs ont dû accéder à la noblesse romaine à condition de ceindre le cingulum, et de ce fait la fusion des élites est devenue possible[22].

- L'enseignement classique de haut niveau dispensé aux jeunes nobles à la Cour : celle-ci dispense aux jeunes nobles une formation leur permettant de faire carrière dans la hiérarchie de l’État ou de l’Église ; les grands royaumes n’auraient pas pu être gouvernés sans des élites capables et instruites, et pour leur formation, l’école la plus adaptée était la cour du prince, là où l’on a le plus besoin de gens capables. L’histoire de la civilisation aulique reste à écrire pour ces siècles[23],[Note 6] ; dans la Gaule des Ve, VIe, VIIe siècles, le haut clergé, souvent d’origine sénatoriale et l’enseignement des élites atteignait un niveau intellectuel remarquable[24],[Note 7].

## Anthroponymie de la noblesse franque
Les Francs ont vécu pendant longtemps dans le nord de la Belgique d'où ils ont hérité le mode local de noms de famille. Les Romains avaient une mode particulière concernant les noms des personnes soit prénom, nom de famille, surnom, soit par exemple, Caius Julius Caesar. On pourrait s'attendre à ce que les Gaulois aient adopté cette façon de nommer les gens, tout comme ils ont adopté la langue latine.
Les nobles francs avaient une façon différente de nommer les personnes. Connaissant seulement le prénom, ils se distinguaient en y ajoutant l'origine de la famille. À l'origine (VIe siècle) cette qualification d'origine changeait quand la famille changeait de domicile. La tradition francique de nommer les familles en accord avec leur terre d'origine a été perpétuée en France et pas seulement dans la noblesse française. Les noms nobles typiques comme 'de Paris' et 'd'Orléans' sont dans la mode francique et ont remplacé la mode romaine.